# Ergamenes
Ergamenes, auch Ergamenes I. oder Arkamaniqo, war ein nubischer König im 3. Jahrhundert v. Chr. (um 270 v. Chr.). Er gilt als der erste Herrscher der meroitischen Periode.

## Leben
Ergamenes erscheint bei Diodor (3.2.1-7.3), der sich wiederum auf Agatharchides beruft. Er soll ein Zeitgenosse von Ptolemaios II. gewesen sein, was einen chronologischen Fixpunkt in der meroitischen Geschichte liefert. In griechischer Philosophie erzogen, widersetzte Ergamenes sich dem Befehl der herrschenden Priester, sich rituell töten zu lassen, und ließ diese selbst niedermachen.
Ergamenes wird meist mit dem aus nubischen Quellen bekannten König Arkamaniqo gleichgesetzt. Dieser ist bisher nur von seiner Pyramide Beg S6 in Meroe bekannt, bei der es sich um die älteste Pyramide eines Herrschers an diesem Ort handelt, worin man einen Beleg sehen kann, dass unter ihm etwas Neues begann, was ja auch die griechischen Quellen anzudeuten scheinen.